# Pișchia
Pischia là một xã thuộc hạt Timiș, România. Dân số thời điểm năm 2002 là 3006 người.